# کالابانکرو
کالابانکرو (به لاتین: Kalabancoro) یک منطقهٔ مسکونی در مالی است که در استان کولیکورو واقع شده‌است.
 کالابانکرو  ۱۶۶٬۷۲۲ نفر جمعیت دارد.